# Jim Walton
Jim Walton (nascido em 1948, Newport) é um dos filhos do falecido Sam Walton (o mais novo), o fundador da grande loja de varejo Wal-Mart, e de Helen Walton. Jim é presidente do Arvest, o maior banco de Arkansas.
Pai de Steuart Walton, Thomas Layton Walton, James M. Walton, Alice Anne Walton, Well L. Walton.

Em 2012 a Revista Forbes classificou Jim Walton como a 16° pessoa mais rica do mundo, com 23,7 bilhões de dólares.